# Hôtels Okura
Les Hôtels Okura (オークラ ホテルズ & リゾーツ) sont une chaîne d'établissements hôteliers principalement situés au Japon. Le premier hôtel fut ouvert à Tokyo en 1962 et la société possède de plus les chaînes d'hôtels JAL (en) et d'hôtels Nikko (en).

## Liste des établissements

### Japon
- Hôtel Okura de Tokyo
- Hôtel Okura de Sapporo
- Hôtel Okura de la baie de Tokyo, Chiba
- Hôtel Okura Park Akademia de Chiba
- Hôtel Est 21 Tokyo
- Auberge forestière Showakan, Tokyo
- Hôtel Okura de Niigata
- Hôtel Kajima no Mori, Karuizawa
- Hôtel Okura de Hamamatsu
- Hôtel Okura de Kyoto
- Hôtel Okura Kobe
- Hôtel Okura d'Okayama
- Hôtel Okura de Fukuoka
- Hôtel Europe, Nagasaki
- Hôtel Okura Frontière de Tsukuba, Ibaraki
- Hôtel Okura de Chiba
- Hôtel Okura Frontière d'Ebina, Kanagawa

### Chine
- Hôtel jardin Okura de Shanghai

#### Macao
- Hotel Okura de Macao

### Taïwan
- L'Okura Prestige de Taipei

### Thaïlande
- L'Okura Prestige de Bangkok

### Pays-Bas
- Hôtel Okura d'Amsterdam

### États-Unis (Hawaï)
- Hôtel Kahala de Honolulu

## Galerie

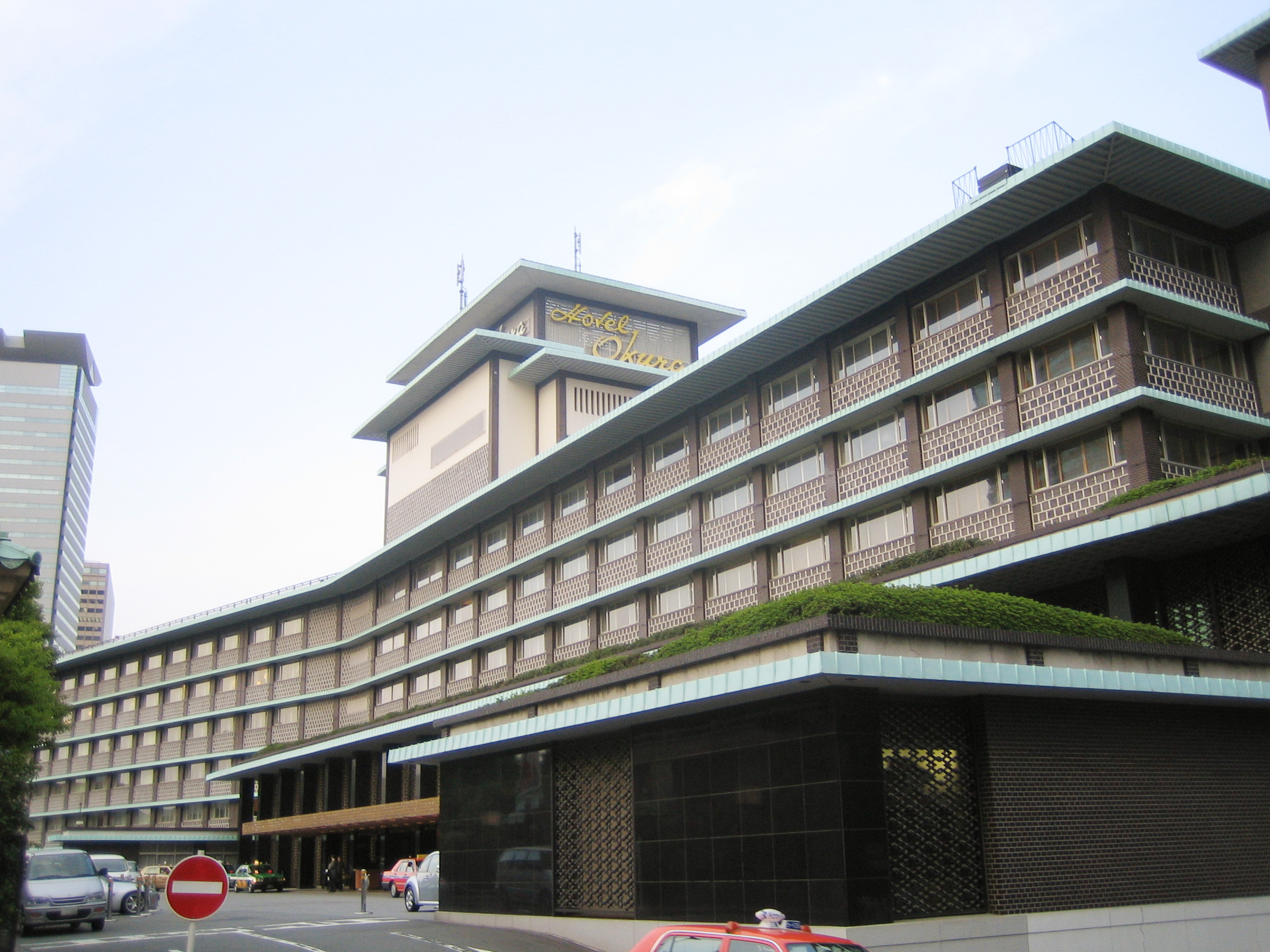
Tokyo
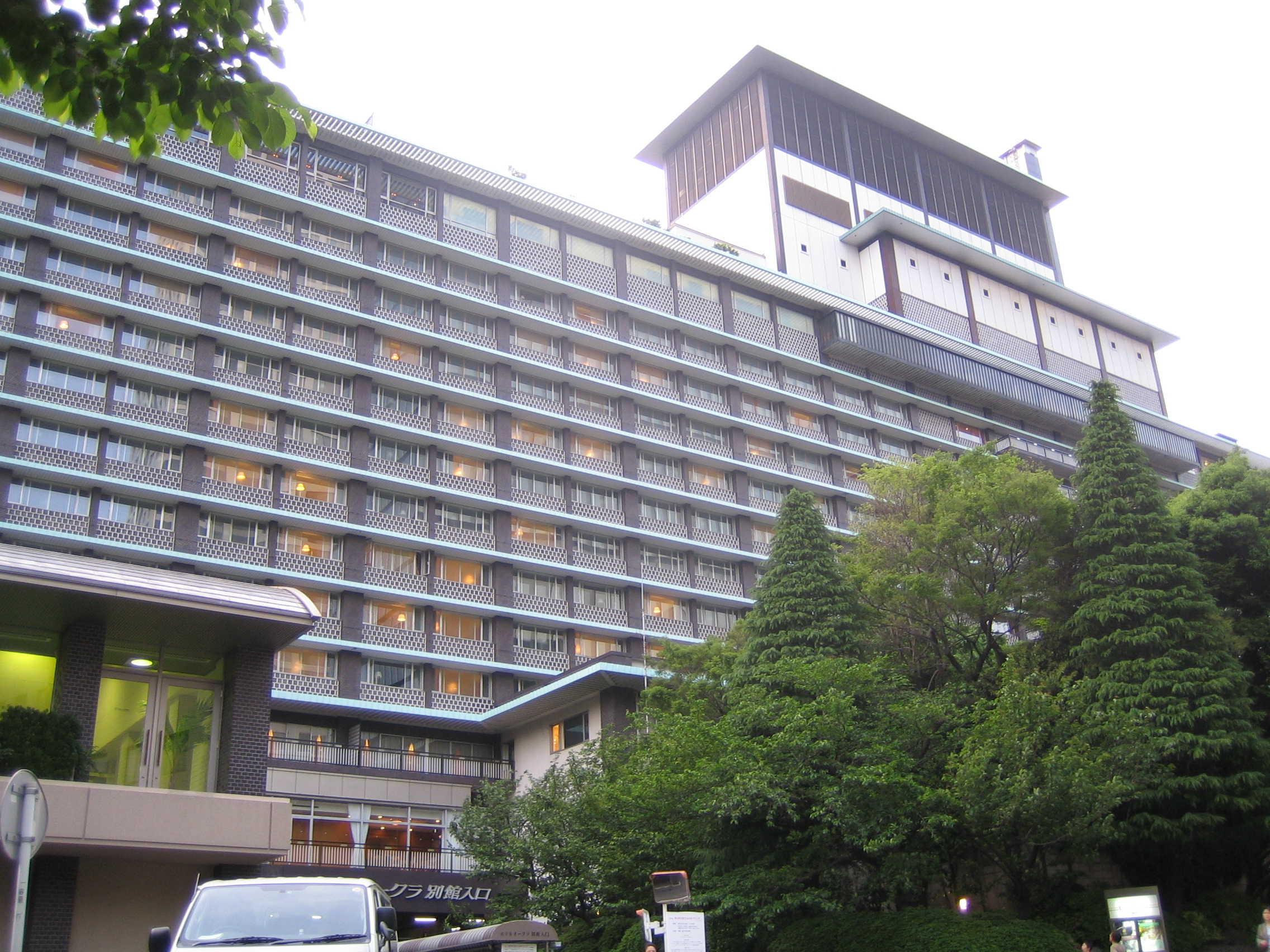
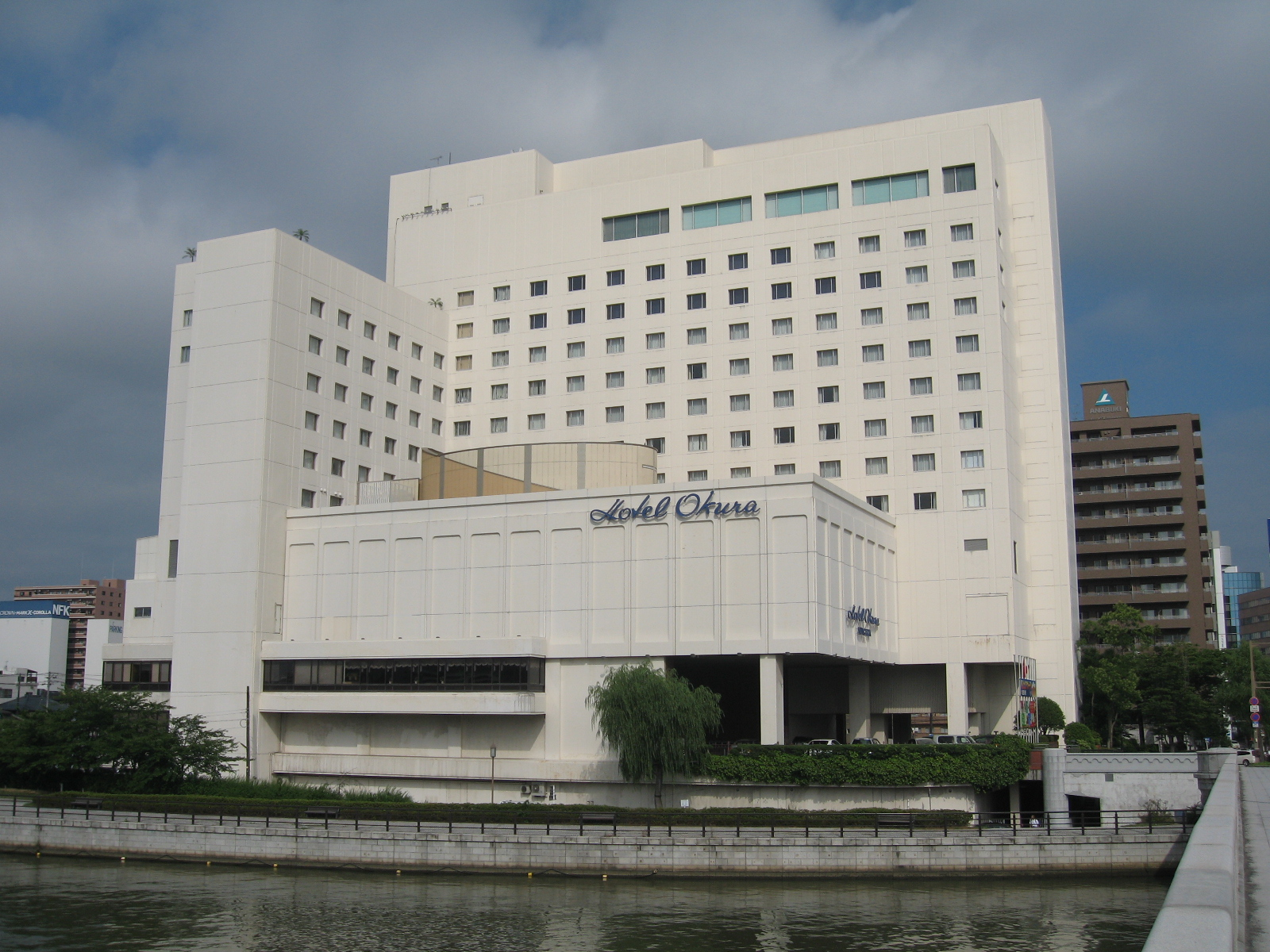
Niigata
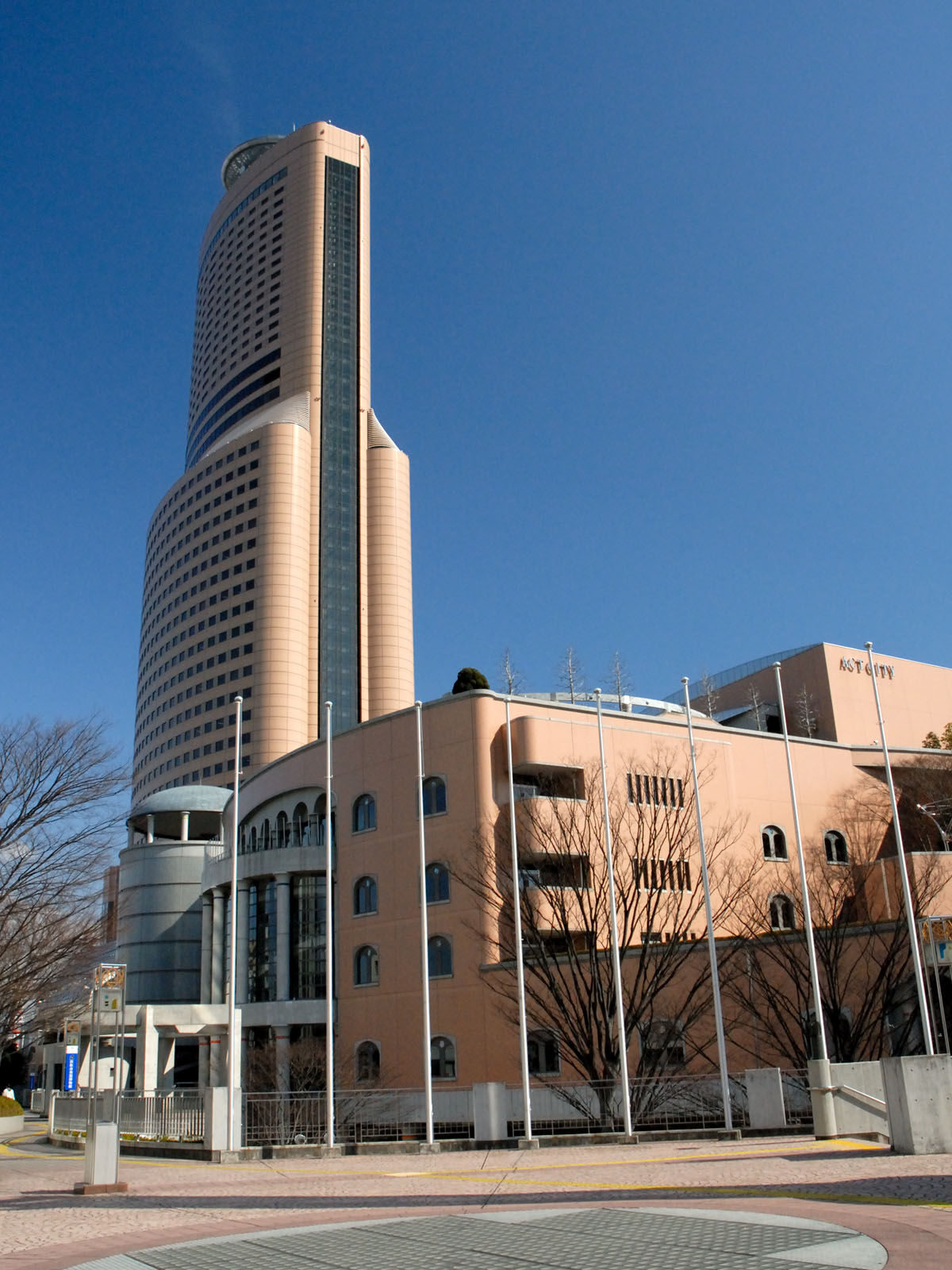
Hamamatsu
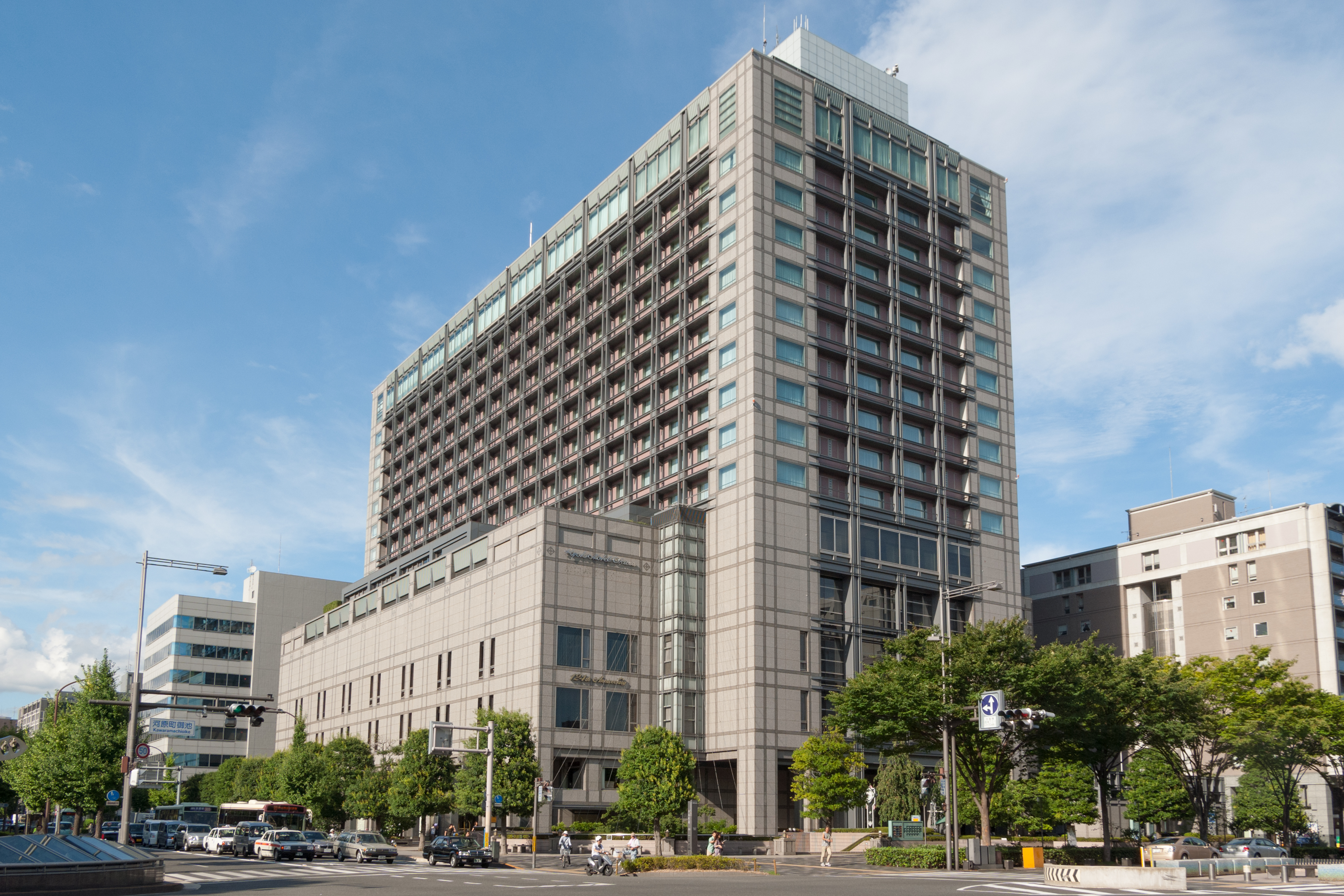
Kyoto
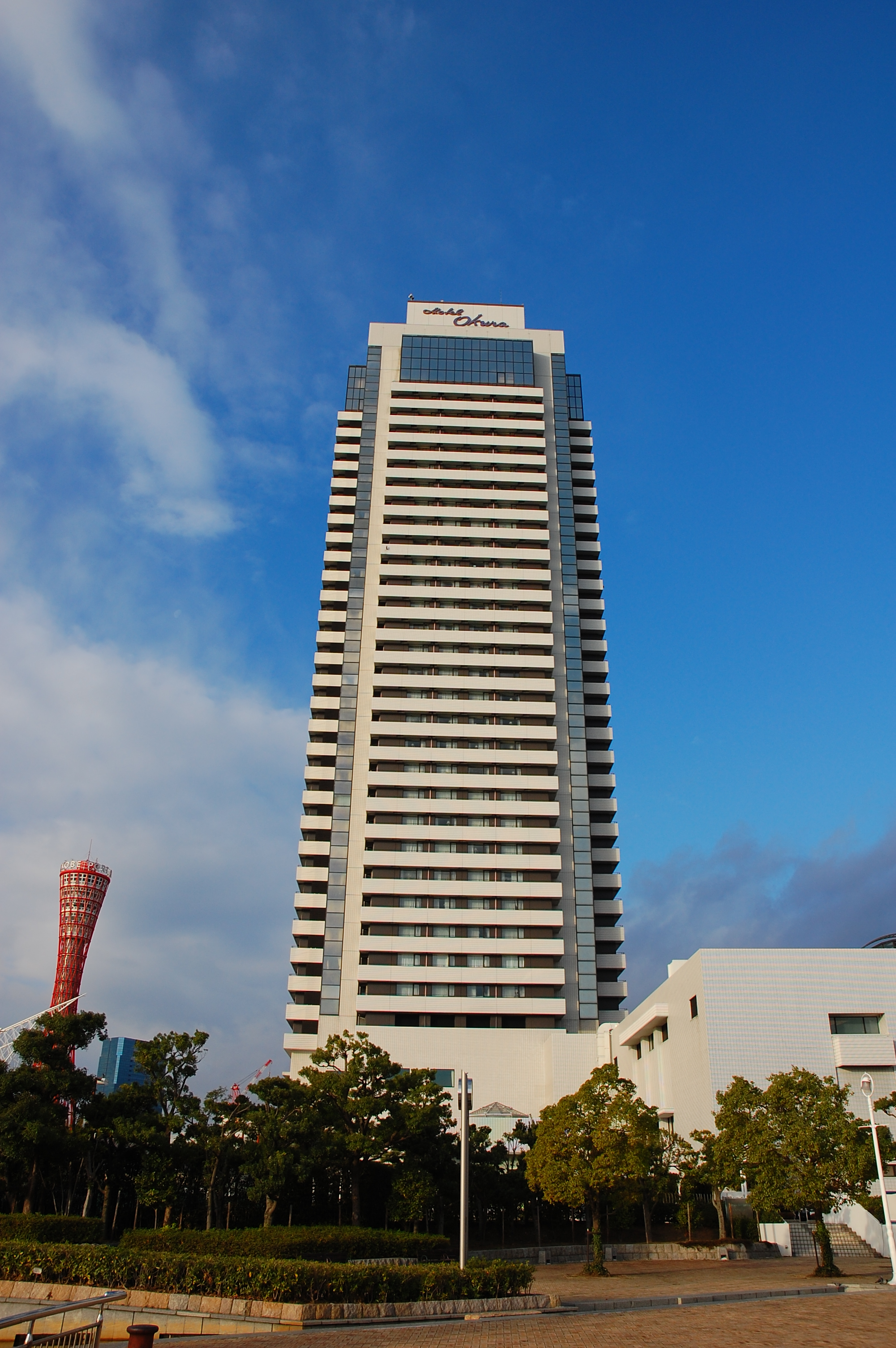
Kobe
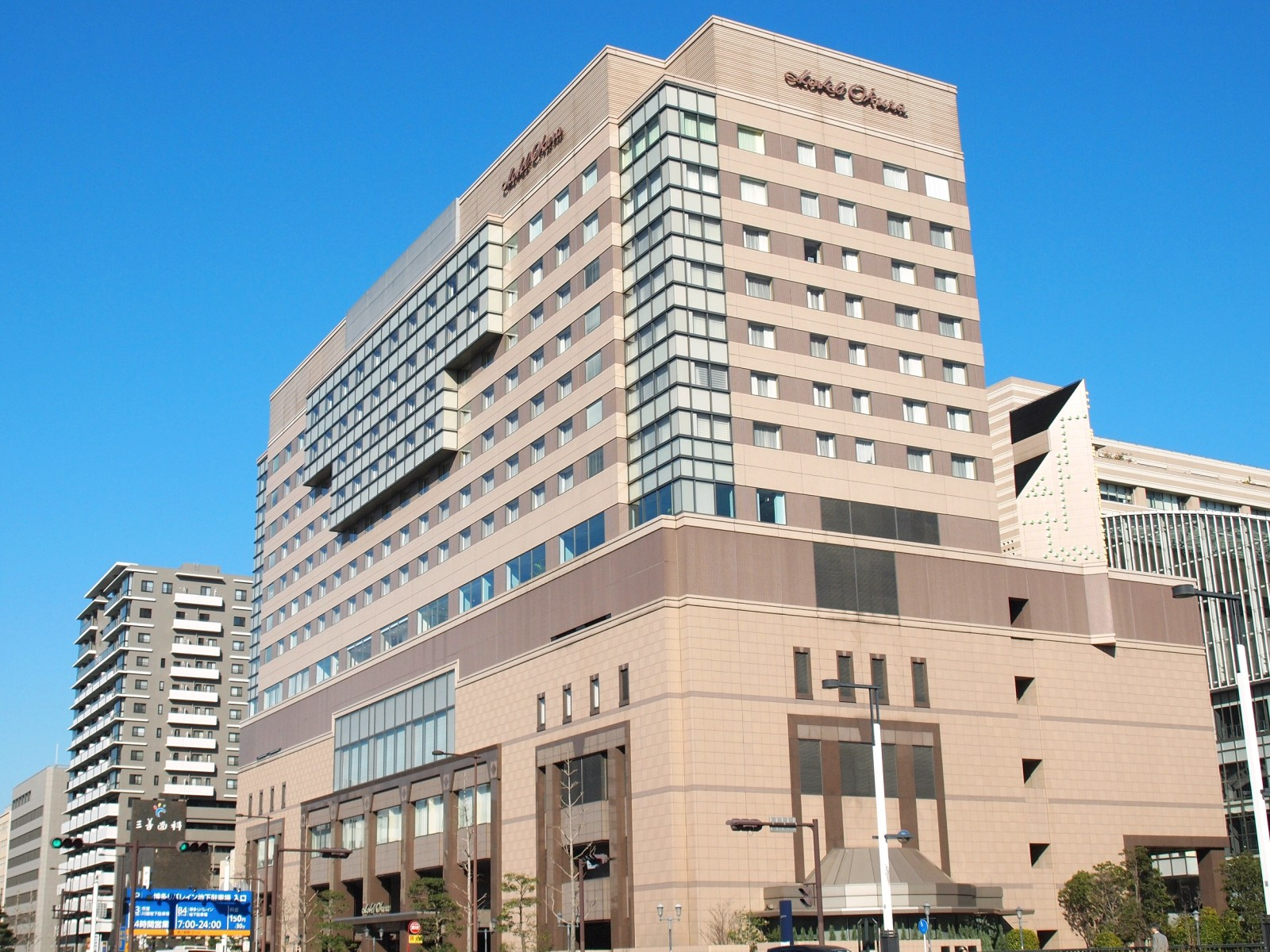
Fukuoka
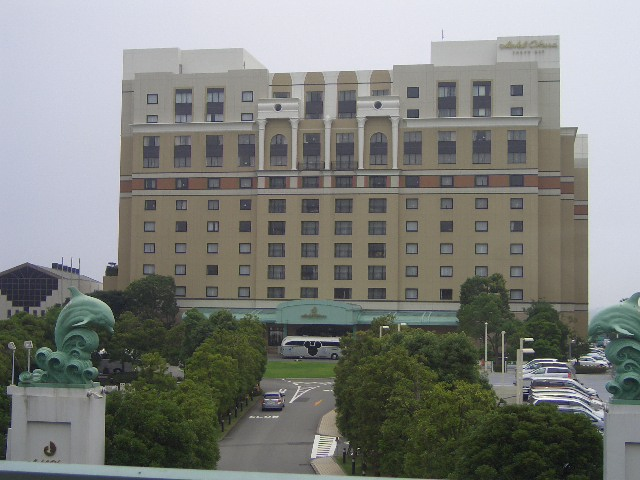
Baie de Tokyo
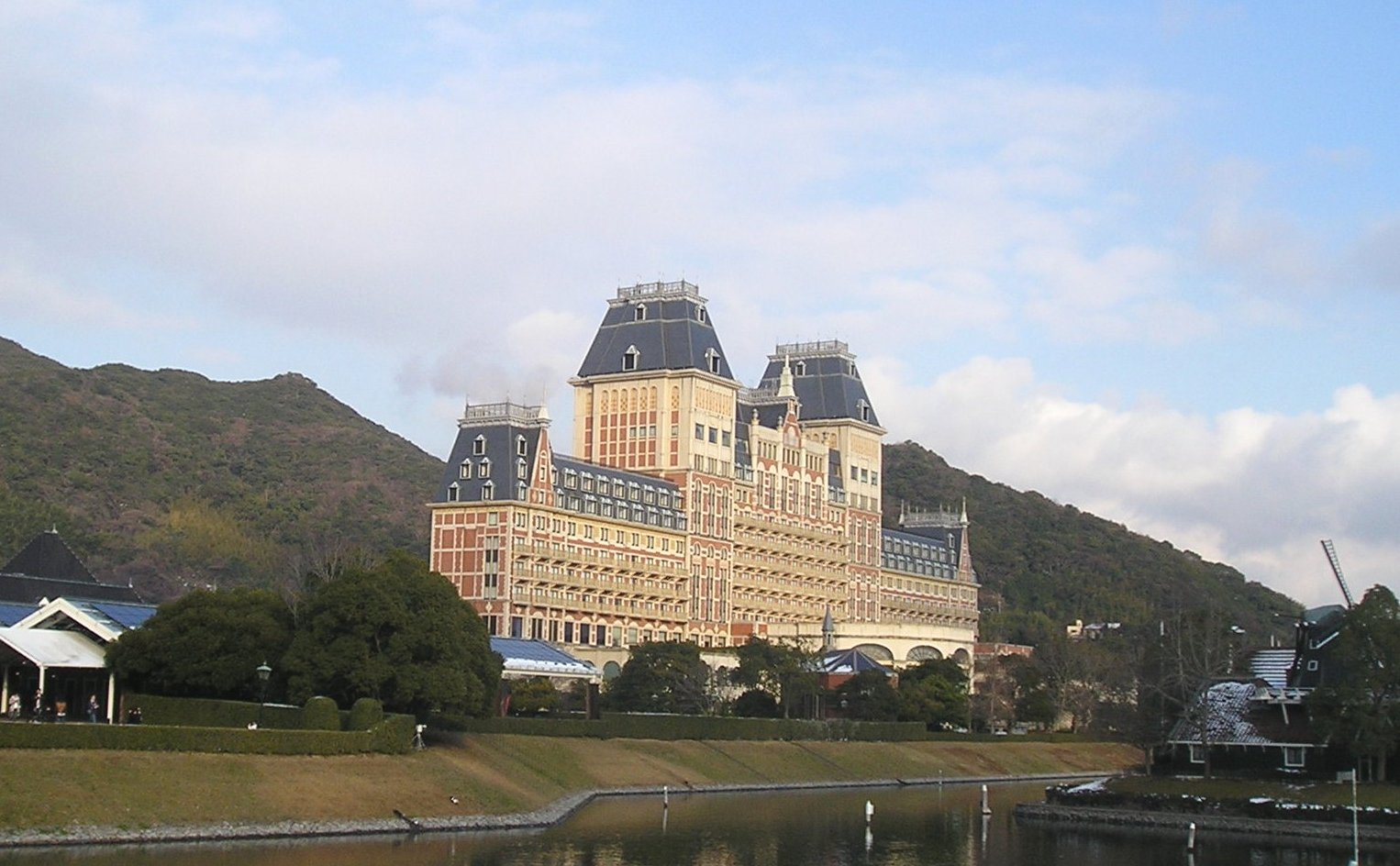
Huis Ten Bosch